# Estany de Walden
L'estany de Walden (Walden Pond) és un estany profund de 41 m (102 peus), la superfície del qual fa 61 acres i el contorn d'1,7 milles, localitzat a Concord, a Massachusetts, als Estats Units. És un bon exemple de kettlehole: ha estat format per la retirada de glaceres fa entre 10.000 i 12.000 anys aproximadament.
L'escriptor transcendentalista i filòsof Henry David Thoreau va viure a les ribes d'aquest estany durant dos anys a partir de l'estiu de 1845. La seva experiència, portada al seu llibre Walden, o la vida als boscos, ha fet cèlebre l'indret.

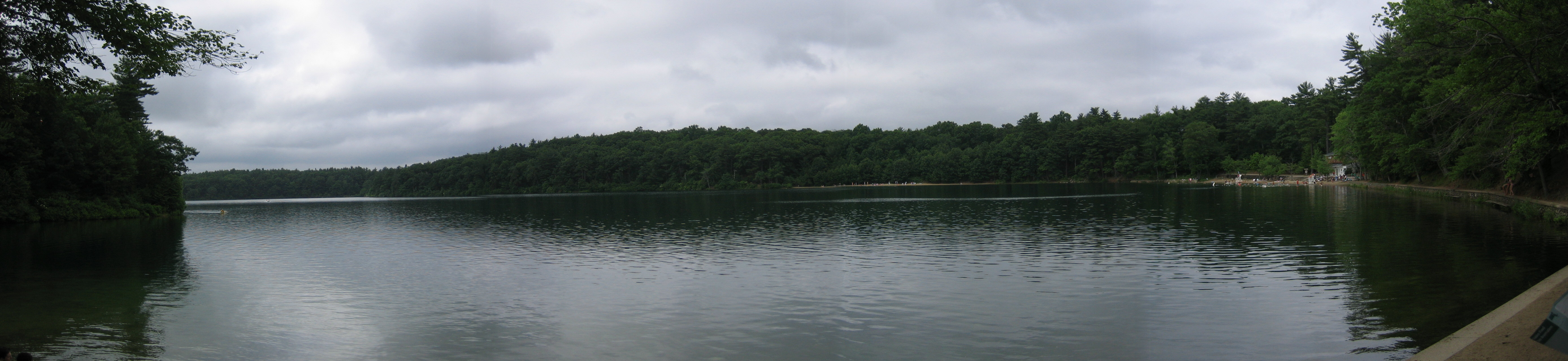
L'estany de Walden al juliol de 2005